# Emilio Álvarez
Emilio Wálter Álvarez (ur. 10 lutego 1939, zm. 22 kwietnia 2010) – piłkarz urugwajski noszący przydomek Cococho. Początkowo lewy, a później środkowy obrońca. Wzrost 182 cm, waga 80 kg. Jego bratem jest Eliseo Álvarez.
Jako piłkarz klubu Club Nacional de Football wziął udział wraz z reprezentacją Urugwaju w finałach mistrzostw świata w 1962 roku, gdzie Urugwaj odpadł już w fazie grupowej. Álvarez wystąpił we wszystkich trzech meczach - z Kolumbią, Jugosławią i ZSRR.
Wciąż jako gracz Nacionalu był w kadrze Urugwaju w finałach mistrzostw świata w 1966 roku. Urugwaj dotarł wówczas do ćwierćfinału, jednak Álvarez nie zagrał w żadnym meczu.
Nigdy nie wystąpił w turnieju Copa América.
Od 1 czerwca 1960 do 1 lipca 1967 rozegrał w reprezentacji Urugwaju 18 meczów i zdobył 1 bramkę.